# 9223 Leifandersson
9223 Leifandersson (1995 YY7) là một tiểu hành tinh vành đai chính được phát hiện ngày 18 tháng 12 năm 1995 bởi Spacewatch ở Kitt Peak.